# Joseph Givard
Joseph Givard (ur. 27 września 1923 w Herstal – zm. 29 sierpnia 1981) – belgijski piłkarz grający na pozycji pomocnika. Był reprezentantem Belgii.

## Kariera klubowa
Swoją karierę piłkarską Givard rozpoczął w klubie AS Herstalienne, w którym grał w latach 1943-1952 w trzeciej lidze belgijskiej (1943-1949) i drugiej lidze (1949-1952). W 1952 roku przeszedł do pierwszoligowego Standardu Liège i grał w nim do końca sezonu 1959/1960 rozgrywając w nim 147 ligowych meczów i strzelając 44 gole. Wraz ze Standardem wywalczył tytuł mistrza Belgii w sezonie 1957/1958 oraz zdobył Puchar Belgii w sezonie 1953/1954. W sezonie 1960/1961 ponownie grał w AS Herstalienne, w którym zakończył karierę.
| Sezon   | Klub            | Kraj   | Rozgrywki          | Mecze | Gole |
| ------- | --------------- | ------ | ------------------ | ----- | ---- |
| 1943/44 | AS Herstalienne | Belgia | Promotion          | ?     | ?    |
| 1944/45 | AS Herstalienne | Belgia | Promotion          | ?     | ?    |
| 1945/46 | AS Herstalienne | Belgia | Promotion          | ?     | ?    |
| 1946/47 | AS Herstalienne | Belgia | Promotion          | ?     | ?    |
| 1947/48 | AS Herstalienne | Belgia | Promotion          | ?     | ?    |
| 1948/49 | AS Herstalienne | Belgia | Promotion          | ?     | ?    |
| 1949/50 | AS Herstalienne | Belgia | Division 1B        | ?     | ?    |
| 1950/51 | AS Herstalienne | Belgia | Division 1B        | ?     | ?    |
| 1951/52 | AS Herstalienne | Belgia | Division 1B        | ?     | ?    |
| 1952/53 | Standard Liège  | Belgia | Division d'Honneur | 24    | 6    |
| 1953/54 | Standard Liège  | Belgia | Division d'Honneur | 25    | 8    |
| 1954/55 | Standard Liège  | Belgia | Division 1         | 23    | 13   |
| 1955/56 | Standard Liège  | Belgia | Division 1         | 16    | 5    |
| 1956/57 | Standard Liège  | Belgia | Division 1         | 23    | 8    |
| 1957/58 | Standard Liège  | Belgia | Division 1         | 19    | 0    |
| 1958/59 | Standard Liège  | Belgia | Division 1         | 15    | 3    |
| 1959/60 | Standard Liège  | Belgia | Division 1         | 2     | 1    |
| 1960/61 | AS Herstalienne | Belgia | IV liga            | ?     | ?    |

## Kariera reprezentacyjna
W reprezentacji Belgii Givard zadebiutował 10 czerwca 1951 w zremisowanym 3:3 towarzyskim meczu z Hiszpanią, rozegranym w Brukseli. Grał w eliminacjach do MŚ 1954 i do MŚ 1958. Od 1951 do 1957 rozegrał w kadrze narodowej 8 meczów i strzelił 1 gola.